# Catherine Kousmine
Catherine Kousmine (Khvalynsk, Rusia, 17 de septiembre de 1904-Lutry, Suiza, 24 de agosto de 1992) es una doctora suiza de origen ruso. Es una de las fundadoras de lo que se ha denominado "medicina ortomolecular", una práctica terapéutica basada en creencias y cuyos supuestos efectos no han sido probados. En particular, alegó que su método basado en la dieta era eficaz para tratar ciertas enfermedades (en particular cánceres, esclerosis múltiple y poliartritis progresiva crónica).

## Biografía
Originaria de una familia acomodada, Catherine Kousmine y sus padres se vieron obligados a exiliarse en 1918 a causa de la Revolución rusa. La familia Kousmine se reestableció en las orillas del lago Lemán. Catherine ingresa a la Universidad de Ciencias Aplicadas de Lausana, donde completa una licenciatura en Ciencias. Luego comenzó a estudiar medicina en la facultad de medicina de la Universidad de Lausana. Se graduó como doctora en 1928. Trabajó en el consultorio durante unos años, luego quiso dedicarse a la especialidad en pediatría y se desplazó a Zúrich, donde solicitó un puesto en la clínica pediátrica del profesor Guido Fanconi. Allí permaneció hasta 1946. Después estudió en Viena, en la clínica del profesor Epinger y, tras seis años de prácticas, obtuvo un diploma en pediatría. De vuelta en Suiza, ejerce como médico general porque su diploma en pediatría no se reconocía en ese país.
Decidió seguir investigando; primeramente, se interesó por el cáncer debido a que le afectó la muerte de dos de sus pacientes jóvenes. Hizo estudios en ratones durante 17 años en un laboratorio instalado en su cocina. Según informa, encontró una sorprendente correlación entre la alimentación de los ratones y la remisión de sus cánceres. Catherine Kousmine se convenció así de que la cura de algunas enfermedades consideradas incurables requeriría seguir una alimentación saludable que proporcionara los nutrientes necesarios para que el cuerpo pudiera recuperarse. En 1949, afirma haber curado a un primer paciente de cáncer a través de sus métodos alimenticios. El paciente sufría de un retinoblastoma generalizado, según ella indica «considerado incurable por la medicina». Desde entonces no se han publicado casos similares entre los artículos identificados por PubMed.
Su trabajo, y en particular su primer libro, ha sido muy criticado por algunos profesionales de la salud. En respuesta a las críticas, en la que fue su última obra, titulada "Historia de la Salud de las Familias Contemporáneas", presenta numerosos árboles genealógicos de familias afectadas por enfermedades degenerativas, diabetes, cáncer, artritis reumatoide, alergia, etc.; con decenas de ejemplos de casos de estos pacientes tratados con éxito.
Una película fue dirigida en 1986 por Alain Bettex. Titulada ‘Doctora Catherine Kousmine’, resume tanto sus teorías como su enfrentamiento con la comunidad científica a causa de las críticas.
Pasó gran parte de su vida en Suiza. Después de su muerte, se creó una fundación con su nombre y el objetivo de perpetuar sus métodos. Esta fundación tiene filiales en varios países.
- Datos: Q116543